# Authou
Authou ist eine französische Gemeinde mit 333 Einwohnern (Stand 1. Januar 2022) im Département Eure in der Region Normandie.

## Geografie
Authou liegt am Ostrand des Lieuvin im Tal der Risle, 37 Kilometer südwestlich von Rouen und 17 Kilometer nordöstlich von Bernay, zwischen den Nachbargemeinden  Pont-Authou im Nordosten, Le Bec-Hellouin im Südosten und Livet-sur-Authou im Westen. Der nächste Flughafen ist der Flughafen Rouen. Der Weiler La Croix Blanche gehört zur Gemeinde und liegt westlich des Ortskerns am gleichnamigen Flüsschen Croix Blanche, das im Gemeindegebiet in die Risle mündet.

## Geschichte
Authou lag an der Römerstraße von Brionne (Breviodurum) nach Le Mans (Subdinum). Im Mittelalter gab es vor Ort ein Leprosorium. Der Authou war der Name eines Teils eines Wasserlaufs, der heute bei Livet-sur-Authou nach einem Leprosorium La Croix Blanche heißt und in Authou nur le torrent (der Wildbach) genannt wird. Erst nachdem er Authou passiert hat, wird er von der Bevölkerung heute noch Authou genannt. Dieser Name des Wasserlaufs lautet aber im Internetangebot des Office national de l’eau (nationales Wasseramt) auf ganzer Länge La Croix Blanche.

### Mittelalter
Herzog Richard I. der Normandie (935–996) schenkte seinem Bruder Raoul d’Ivry († nach 1015) ein Gebiet, das damals Vièvre genannt wurde. Authou gehörte zu diesem Gebiet. Der Sohn Raouls, Jean d’Ivry (1060–1067) war Bischof von Avranches und so gelangten diese Ländereien in den Besitz des Bistums. Das Bistum besaß jedoch nicht die ganze Ortschaft. William FitzOsbern, 1. Earl of Hereford (1020–1071), schenkte der Abtei Le Bec in Le Bec-Hellouin im 11. Jahrhundert Ländereien in Authou. Die Pfarrei der Ortschaft unterstand ebenfalls der Abtei Le Bec. Philipp IV. von Frankreich (1268–1314) schenkte Jean II. d’Harcourt (1245–1302) 1287 das Lehen Brionne. Es ist urkundlich belegt, dass Jean II. d’Harcourt 1293 das seigneuriale Recht auf die Mühle von Salerne besaß. Trotz ihres Namens befand sich diese Mühle in Authou. In jener Urkunde wird Authou erstmals erwähnt, als  Autouel.

### Neuzeit
Zu Beginn des 16. Jahrhunderts war Jean du Bosc Seigneur von Brétigny, Authou und Livet-sur-Authou. Nachdem in Rouen 1557 und in Évreux 1559 eine offizielle reformierte Kirche eingerichtet worden war, folgte Authou mit Brionne diesem Beispiel. Die protestantische Kirche in Authou/Brionne bestand nicht bis ins 17. Jahrhundert. Um 1573 war Pierre de Doyen Seigneur der Ortschaft und nach seinem Tod ging das Lehen in den Besitz der Familie du Val über.
1793 erhielt Authou als Auton im Zuge der Französischen Revolution (1789–1799) den Status einer Gemeinde und 1801 unter dem heutigen Namen das Recht auf kommunale Selbstverwaltung.

### Bevölkerungsentwicklung
| Jahr                       | 1962 | 1968 | 1975 | 1982 | 1990 | 1999 | 2007 | 2016 |
| Einwohner                  | 343  | 362  | 334  | 283  | 306  | 321  | 343  | 338  |
| Quellen: Cassini und INSEE |      |      |      |      |      |      |      |      |

## Sehenswürdigkeiten
Die Kirche Saint-Aubin stammt aus dem 12. Jahrhundert. Aus jener Zeit ist allerdings nur das Eingangsportal erhalten. Der Rest der Kirche wurde im 13. Jahrhundert erneuert. Der Chor wurde im 15. Jahrhundert umgebaut. Der Portalvorbau wurde im 16. Jahrhundert ergänzt. Die heutige Nordmauer des Kirchenschiffs wurde um 1785 erneuert. Die Altarretabel der Seitenaltäre, die Dekoration des poutre de gloire (Balken im Gewölbe zwischen Chor und Kirchenschiff) und das Geländer um den Chor stammen aus dem 16. Jahrhundert und wurden 1890 als Monument historique klassifiziert.

## Wirtschaft

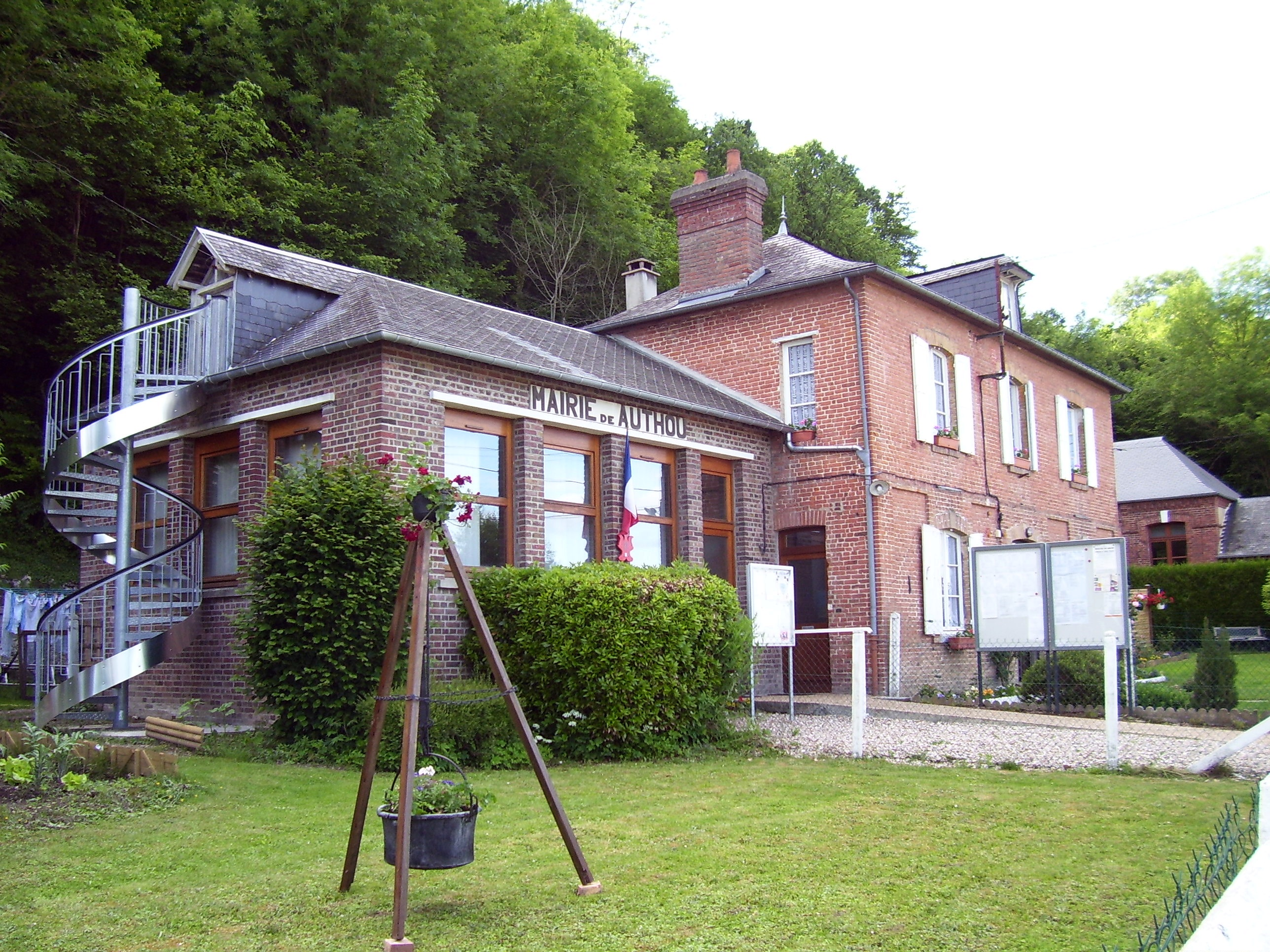
Mairie Authou

Gegen Ende des 19. Jahrhunderts wurde eine Käserei in Authou errichtet, die bis 1952 in Betrieb war. Dort wurde Camembert und Pont-l’Évêque hergestellt. Im Weiler La Croix Blanche befand sich die Butterei in malerischen strohgedeckten Fachwerkhäusern, die im Zweiten Weltkrieg im Februar 1944 bombardiert wurden, wobei sechs Authoniens (Einwohner) umkamen. Heute gelten auf dem Gemeindegebiet kontrollierte Herkunftsbezeichnungen (AOC) für Camembert (Camembert de Normandie), Calvados und Pommeau (Pommeau de Normandie) sowie geschützte geographische Angaben (IGP) für Schweinefleisch (Porc de Normandie), Geflügel (Volailles de Normandie) und Cidre (Cidre de Normandie und Cidre normand).
Zu Beginn des 20. Jahrhunderts gab es drei Wassermühlen auf dem Gemeindegebiet. Insgesamt wurden damals zehn Handwerksbetriebe durch die Wasserkraft betrieben.